# Atiye Deniz
Atiye Deniz (Brema, 22 novembre 1988) è una cantante turca.
Nell'ambito degli MTV Europe Music Awards 2011 ha vinto il premio come miglior artista turco.

## Discografia
- 2007 – Gözyaşlarım
- 2009 – Atiye
- 2011 – Budur
- 2012 – Bring Me Back